# Antena 3 Canarias
Antena 3 Canarias és un canal de televisió espanyol, de cobertura autonòmica i de capital privat, que emetia per a les Illes Canàries, el qual va començar les seves emissions en proves al setembre del 2008 i que des del dia 3 de novembre del 2008, deixant d'emetre en 2013 per una sentència del Tribunal Suprem d'Espanya en la que es confirma la nulitat del repartiment de llicències regionals.